# 소고기를 좋아하세요?
"소고기를 좋아하세요?"는 한국에서 제작된 한지혜 감독의 2010년 영화이다. 이현우 등이 주연으로 출연하였다.

## 출연
- 이현우
- 김디에나